# Municipio de Marion (condado de Davis)
El municipio de Marion (en inglés: Marion Township) es un municipio ubicado en el condado de Davis en el estado estadounidense de Iowa. En el año 2010 tenía una población de 208 habitantes y una densidad poblacional de 2,25 personas por km².

## Geografía
El municipio de Marion se encuentra ubicado en las coordenadas 40°51′47″N 92°34′55″O / 40.86306, -92.58194. Según la Oficina del Censo de los Estados Unidos, el municipio tiene una superficie total de 92.31 km², de la cual 91,27 km² corresponden a tierra firme y (1,12 %) 1,04 km² es agua.

## Demografía
Según el censo de 2010, había 208 personas residiendo en el municipio de Marion. La densidad de población era de 2,25 hab./km². De los 208 habitantes, el municipio de Marion estaba compuesto por el 95,67 % blancos, el 0,48 % eran amerindios, el 2,4 % eran asiáticos y el 1,44 % eran de una mezcla de razas. Del total de la población el 0 % eran hispanos o latinos de cualquier raza.